# Rio Suriname
O rio Suriname é um curso de água no Suriname, país com o qual compartilha seu nome. Ele tem 480 km de extensão e deságua no oceano Atlântico nas proximidades de Paramaribo, capital do país.
Suas origens estão no planalto das Guianas, na fronteira entre as montanhas Wilhelmina e montanhas Eilerts De Haan, onde é conhecido como o "Grande Rio". O rio corre para o nordeste, atravessando o distrito de Sipaliwini, atingindo o reservatório de Brokopondo, então, flui para o norte para chegar a capital, Paramaribo na margem esquerda e na margem direita Meerzorg. Em Nieuw Amsterdam se junta ao rio Commewijne para encontrar a saída para o oceano Atlântico.
O rio tem vários conjuntos de corredeiras e algumas barragens, a maior das quais é a albufeira Brokopondo.
Em 2000, a Ponte Jules Wijdenbosch foi inaugurada oficialmente pelo presidente em Paramaribo, que encomendou a construção da ponte que leva o seu nome. A ponte dá acesso à parte oriental do país. Em Carolina, cerca de 50 km ao sul de Paramaribo, uma ponte de madeira atravessa o rio.